# Liste des édifices labellisés « Patrimoine du XXe siècle » de la Marne
La liste des édifices labellisés « Patrimoine du XXe siècle » de la Marne recense de manière exhaustive les édifices disposant du label officiel français « Patrimoine du XXe siècle » situés dans le département français de la Marne. Chacun de ces édifices est accompagné de sa notice sur la base Mérimée et de sa date de labellisation.

## Liste
| Monument | Commune                   | Adresse                                                                | Coordonnées                      | Notice                        | Date | Illustration |
| --- | ------------------------- | ---------------------------------------------------------------------- | -------------------------------- | ----------------------------- | ---- | --- |
| Lotissement concerté | Châlons-en-Champagne      | 22-32rue Carnot                                                        | 48° 57′ 21″ nord, 4° 21′ 55″ est | « EA51000003 »                | 2000 | Lotissement concerté |
| Collège Victor-Duruy | Châlons-en-Champagne      | 2 rue Ernest-Dagonet                                                   | 48° 57′ 21″ nord, 4° 21′ 12″ est | « EA51000002 »                | 2000 | Collège Victor-Duruy |
| Centre de tri postal dit la Poste rouge, actuellement immeuble de bureaux                                                           | Châlons-en-Champagne      | 36 rue Jean-Jaurès                                                     | 48° 57′ 15″ nord, 4° 20′ 58″ est | « EA51000001 »                | 2000 | Centre de tri postal dit la Poste rouge, actuellement immeuble de bureaux |
| Mairie école et bureau de poste | Dontrien                  | Grande rue                                                             | 49° 14′ 26″ nord, 4° 24′ 43″ est | « EA51000005 »                | 2000 | Mairie école et bureau de poste |
| Eglise Saint-Laurent | Dontrien                  | Grande rue                                                             | 49° 14′ 22″ nord, 4° 24′ 46″ est | « EA51000004 »                | 2000 | Eglise Saint-Laurent |
| Mémorial des batailles de la Marne                                                                                                  | Dormans                   | Parc du château                                                        | 49° 04′ 17″ nord, 3° 38′ 47″ est | « EA51000006 » « PA51000025 » | 2000 | Mémorial des batailles de la Marne |
| Immeubles Les Pyramides | Épernay                   | Rue Jean-Sébastien-Bach                                                | 49° 02′ 08″ nord, 3° 58′ 05″ est | « EA51000008 »                | 2000 | Immeubles Les Pyramides |
| Lotissement concerté dit Bernon-Village                                                                                             | Épernay                   | Allée Paul-Dukas Allée Théodore-Dubois Allée César-Franck Allée Rameau | 49° 02′ 17″ nord, 3° 58′ 36″ est | « EA51000007 »                | 2000 | Lotissement concerté dit Bernon-Village |
| Théâtre d'Épernay | Épernay                   | Place Thiers                                                           | 49° 02′ 42″ nord, 3° 57′ 34″ est | « PA00078701 »                | 1988 | Théâtre d'ÉpernayMinistère de la Culture et de la Communication, « LISTE DES EDIFICES INSCRITS, CLASSES MONUMENTS HISTORIQUES ET LABELLISES XXe » [xls] (consulté le 20 janvier 2016) |
| Église de Mondement | Mondement-Montgivroux     | Place du Commandant-Gauvain                                            | 48° 47′ 12″ nord, 3° 46′ 32″ est | « PA51000026 »                | 2017 | Église de Mondement |
| Monument national de la Victoire de la Marne                                                                                        | Mondement-Montgivroux     |                                                                        | 48° 47′ 10″ nord, 3° 46′ 33″ est | « PA00078924 »                | 1991 | Monument national de la Victoire de la Marne |
| Maison et atelier du maître verrier Jacques Simon, actuellement atelier Simon-Marq                                                  | Reims                     | 44 rue Ponsardin                                                       | 49° 15′ 19″ nord, 4° 02′ 21″ est | « EA51000016 »                | 2000 | Maison et atelier du maître verrier Jacques Simon, actuellement atelier Simon-Marq |
| Bibliothèque Carnegie | Reims                     | 2 place Carnégie                                                       | 49° 15′ 11″ nord, 4° 02′ 07″ est | « PA00078775 »                | 1983 | Bibliothèque Carnegie |
| Chapelle Foujita | Reims                     | Rue du Champ-de-Mars                                                   | 49° 15′ 51″ nord, 4° 02′ 17″ est | « PA00078928 »                | 1992 | Chapelle Foujita |
| Cinéma-opéra | Reims                     | 9-11 rue de Thillois                                                   | 49° 15′ 14″ nord, 4° 01′ 38″ est | « PA00078778 »                | 1981 | Cinéma-opéra |
| Cité-jardin de Reims#Cité Maison-Blanche                                                                                            | Reims                     | Quartier Maison-Blanche - Sainte-Anne - Wilson                         | 49° 14′ 01″ nord, 4° 01′ 03″ est | « EA51000011 »                | 2000 | Cité-jardin de Reims#Cité Maison-Blanche |
| Comédie de Reims | Reims                     | 3 chaussée Bocquaine                                                   | 49° 14′ 59″ nord, 4° 01′ 14″ est | « EA51141197 »                | 2004 | Comédie de Reims |
| Université de Reims Champagne-Ardenne, campus de la Croix-Rouge dit Les Coquilles                                                   | Reims                     | 57 rue Pierre-Taittinger                                               | 49° 14′ 13″ nord, 4° 00′ 10″ est | « EA51000010 »                | 2000 | Université de Reims Champagne-Ardenne, campus de la Croix-Rouge dit Les Coquilles |
| Église Saint-Nicaise | Reims                     | Rue de la Marne                                                        | 49° 14′ 53″ nord, 4° 03′ 18″ est | « PA00078784 »                | 2002 | Église Saint-Nicaise |
| Église Saint-Jean-Marie-Vianney détruite en 2014                                                                                    | Reims                     | 1 place Mozart                                                         | 49° 14′ 18″ nord, 4° 01′ 22″ est | « EA51000009 »                | 2000 | Église Saint-Jean-Marie-Vianneydétruite en 2014 |
| Halle de la gare de Reims | Reims                     | Place de la Gare                                                       | 49° 15′ 33″ nord, 4° 01′ 27″ est | « EA51000012 »                | 2000 | Halle de la gare de Reims |
| Halles centrales | Reims                     | Rue du Boulingrin Rue du Temple Rue de Mars Rue Olivier-Metra          | 49° 15′ 37″ nord, 4° 01′ 55″ est | « PA00078789 »                | 1990 | Halles centrales |
| Hôtel des postes | Reims                     | 6-8-10 place Royale 2-4 rue Cérès Rue Grand-Crédo                      | 49° 15′ 20″ nord, 4° 02′ 05″ est | « PA00078794 »                | 1953 | Hôtel des postes |
| Hôtel particulier Lebeau | Reims                     | 11 rue Brûlée                                                          | 49° 15′ 05″ nord, 4° 01′ 54″ est | « EA51000014 »                | 2000 | Hôtel particulier Lebeau |
| Maison | Reims                     | 100 rue Clovis                                                         | 49° 14′ 48″ nord, 4° 01′ 54″ est | « EA51000015 »                | 2000 | Maison |
| Maison de l'architecte Ernest Kalas                                                                                                 | Reims                     | 23 rue Gambetta                                                        | 49° 15′ 01″ nord, 4° 02′ 10″ est | « EA51000013 »                | 2000 | Maison de l'architecte Ernest Kalas |
| Maison | Reims                     | 1 rue des Tournelles                                                   | 49° 15′ 10″ nord, 4° 02′ 00″ est | « EA51000017 »                | 2000 | Maison |
| Salle de la reddition du 7 mai 1945 située dans le musée de la Reddition                                                            | Reims                     | 10 rue Franklin-Roosevelt                                              | 49° 15′ 47″ nord, 4° 01′ 37″ est | « PA00078828 »                | 1985 | Salle de la reddition du 7 mai 1945 située dans le musée de la Reddition |
| Parc de Champagne | Reims                     | Avenue du Général-Giraud                                               | 49° 14′ 27″ nord, 4° 03′ 21″ est | « PA51000012 »                | 2004 | Parc de Champagne |
| Piscine du Tennis-Club | Reims                     | 15 rue Lagrive                                                         | 49° 15′ 01″ nord, 4° 02′ 42″ est | « PA51000007 »                | 2001 | Piscine du Tennis-Club |
| Villa Douce | Reims                     | 9 boulevard de la Paix                                                 | 49° 15′ 21″ nord, 4° 02′ 27″ est | « PA00078929 »                | 1992 | Villa Douce |
| Chapelle orthodoxe russe | Saint-Hilaire-le-Grand    |                                                                        | 49° 09′ 29″ nord, 4° 23′ 59″ est | « PA00078921 »                | 1989 | Chapelle orthodoxe russe |
| Cimetière de la 28e brigade - La ferme des Wacques et les deux monuments des 44e et 60e régiments d’infanterie, nécropole nationale | Souain-Perthes-lès-Hurlus |                                                                        | 49° 10′ 58″ nord, 4° 30′ 37″ est | « PA51000027 »                | 2017 | Image manquante Téléverser |
| Cimetière de la Légion Étrangère – Monument Farnsworth, nécropole nationale                                                         | Souain-Perthes-lès-Hurlus |                                                                        | 49° 11′ 47″ nord, 4° 33′ 57″ est | « PA51000028 »                | 2017 | Image manquante Téléverser |
| Monument aux morts des armées de Champagne                                                                                          | Souain-Perthes-lès-Hurlus |                                                                        | 49° 13′ 07″ nord, 4° 32′ 31″ est | « PA00132589 »                | 1994 | Monument aux morts des armées de Champagne |
| Hypermarché GEM, actuellement Carrefour                                                                                             | Tinqueux                  | Route de Soissons                                                      | 49° 15′ 17″ nord, 3° 58′ 46″ est | « EA51000018 »                | 2000 | Hypermarché GEM, actuellement Carrefour |